# ALCO RSD-35
La ALCo RSD-35 es una locomotora diésel-eléctrica fabricada entre 1961 y 1963 por American Locomotive Company.

## Historia
A principios de la década de 1960, la Empresa de Ferrocarriles del Estado Argentino (más tarde conocida como Ferrocarriles Argentinos) realiza una adquisición de 110 locomotoras diésel-eléctricas a American Locomotive Company, para su incorporación en el Ferrocarril General San Martín y el Ferrocarril General Belgrano.
Del total, 40 unidades serían destinadas al Belgrano, y 70 al San Martín. Unas 40 unidades fueron fabricadas por ALCo, mientras que el resto fueron fabricadas por la subsidiaria canadiense, Montreal Locomotive Works (conocida por su acrónimo MLW).
Las locomotoras arribarían al país entre 1961 y 1963. Las locomotoras del San Martín serían conocidas como "Montrealitas" debido a que las unidades fueron fabricadas por MLW, fabricante de locomotoras establecido en Montreal, Canadá.